# Liste des abbés de Nonantola
Cette liste recense les abbés qui se sont succédé sur le siège de l'abbaye territoriale de Nonantola. Le 22 août 1855, Modène est élevée au rang d'archidiocèse métropolitain et Nonantola est nommée suffragante puis rattachée à ce diocèse le 1er mai 1906. En 1986, à la suite du décret Instantibus votis de la Congrégation pour les évêques, l'union des deux sièges est établie et la nouvelle circonscription ecclésiastique prend le nom actuel d'archidiocèse de Modène-Nonantola.

## Abbé de Nonantola
- Saint Anselme (752-803)
- Pietro (804-824)
- Ausfrido (825-837)
- Ratperto (838-839)
- Ratichildo (839-842)
- Giselprando (842-851)
- Linetefredo (851-855)
- Leone Ier (855-856)
- Pietro II (856-865)
- Vanefrido (865-869)
- Regimbaldo (869-870)
- Teodorico (870-887)
- Landefrido (890-895)
- Leopardo (895-907)
- Pietro III (907-913)
- Bienheureux Gregorio (913-929)
- Ingelberto (929-941)
- Gerlone (941-947)
- Gottifredo (947-958)
- Guido (959-969)
- Umberto (969-974)
- Giovanni Ier (982-995)
- Leone II (996-998)
- Giovanni II (998-1000)
- Leone III (1000-1002)
- Rodolfo Ier (1002-1032)
- Rodolfo II (1035-1053)
- Gottescalco (1053-1059)
- Landolfo Ier (1060-1072)
- Damiano (1086-1112)
- Giovanni III (1112-1128)
- Ildebrando (1129-1140)
- Andrea (1140-1144)
- Alberto Ier (1144-1154)
- Alberto II (1154-1178)
- Bonifacio (1179-1201)
- Raimondo (1201-1250)
- Cirsacco (1250-1255)
- Buonaccorso (1255-1262)
- Landolfo II (1263-1275)
- Guido (1286-1309)
- Nicolò Baratti (1309-1329)
- Bernardo (1330-1334)
- Guglielmo (1337-1347)
- Federico (1347-1348)
- Diodato (1348-1356)
- Lodovico (1357-1361)
- Ademaro (1363-1369)
- Tommaso de' Marzapesci (1369-1385)
- Nicolò d'Assisi (1386-1398)
- Batista Gozzadini (1398-1400)
- Delfino Gozzadini (1400-1405)
- Giangaleazzo Pepoli (1407-1449)
- Gurone d'Este (1449-1484)
- Giuliano della Rovere (1484-1503) élu pape sous le nom de Jules II
- Galeotto Franciotti della Rovere (1503-1505)
- Giuliano Cesarini (1505-1510)
- Gianmatteo Sertorio (1510-1516)
- Giangiacomo Sertorio (1516-1527)
- Gianmatteo Sertorio (1527-1531) (pour la seconde fois)
- Antonio Maria Sertorio (1531-1550)
- Giulio Sertorio (1550-1560)
- Saint Charles Borromée (1560-1566)
- Gianfrancesco Bonomi (1567-1572) nommé évêque de Vercelli
- Guido Ferreri (1573-1582)
- Filippo Guastavillani (1582-1587)
- Girolamo Mattei (1587-1603)
- Alessandro Mattei (1603-1621)
- Ludovico Ludovisi (1621-1632)
- Antonio Barberini (1607-1671) (1632-1671)
- Giacomo Rospigliosi (1671-1684)
  - Siège vacant (1684-1687)
- Giacomo de Angelis (1687-1695)
- Sebastiano Antonio Tanara (1695-1724)
- Alessandro Albani (1724-1779)
- Francesco Maria d'Este (1780-1821)
  - Siège donné en commende aux évêques de Modène (1821-1906)
  - Siège uni à l'archidiocèse de Modène (1906-1986)

## Source
- (en) Catholic-Hierarchy